# Rudolf Gleißner
Rudolf Gleißner (* 17. März 1942 in Nürnberg) ist ein deutscher Cellist.
Er studierte Violoncello bei André Navarra, Enrico Mainardi und Pablo Casals. Sein musikalisches Denken ist stark von der Zusammenarbeit mit Sergiu Celibidache beeinflusst.
Gleißner begann 1968 als Solocellist beim Radio-Sinfonieorchester Berlin und war dann von 1970 bis 2007 Solocellist beim Radio-Sinfonieorchester Stuttgart.
Seit 1970 spielt er im Kammermusikensemble Stuttgarter Solisten, zu dessen Gründern er zählt. Seit 1978 unterrichtet er als Professor für Violoncello an der Hochschule für Musik und Darstellende Kunst Stuttgart.